# 拉尼永
拉尼永（法語：Lannion，法語發音：[lanjɔ̃] ⓘ），法国西北部城市，布列塔尼大区阿摩尔滨海省的一个市镇，同时也是该省的一个副省会，下辖拉尼永区，其市镇面积为43.91平方公里，2022年1月1日时人口数量为20,525人，是该省人口第二多的城市，仅次于省会圣布里厄，在法国城市中排名第473位。
拉尼永位于阿摩尔滨海省西北部，市区位于大西洋沿岸一处峡湾的内部，是一个区域性的中心城市，因旅游业而兴盛，当地建有民用航空机场并开通直达巴黎的固定航班。

## 地名来源
“拉尼永”一名来源于布列塔尼语“Lann”，意为“宗教祝圣地点”（lieu consacré）。

## 历史

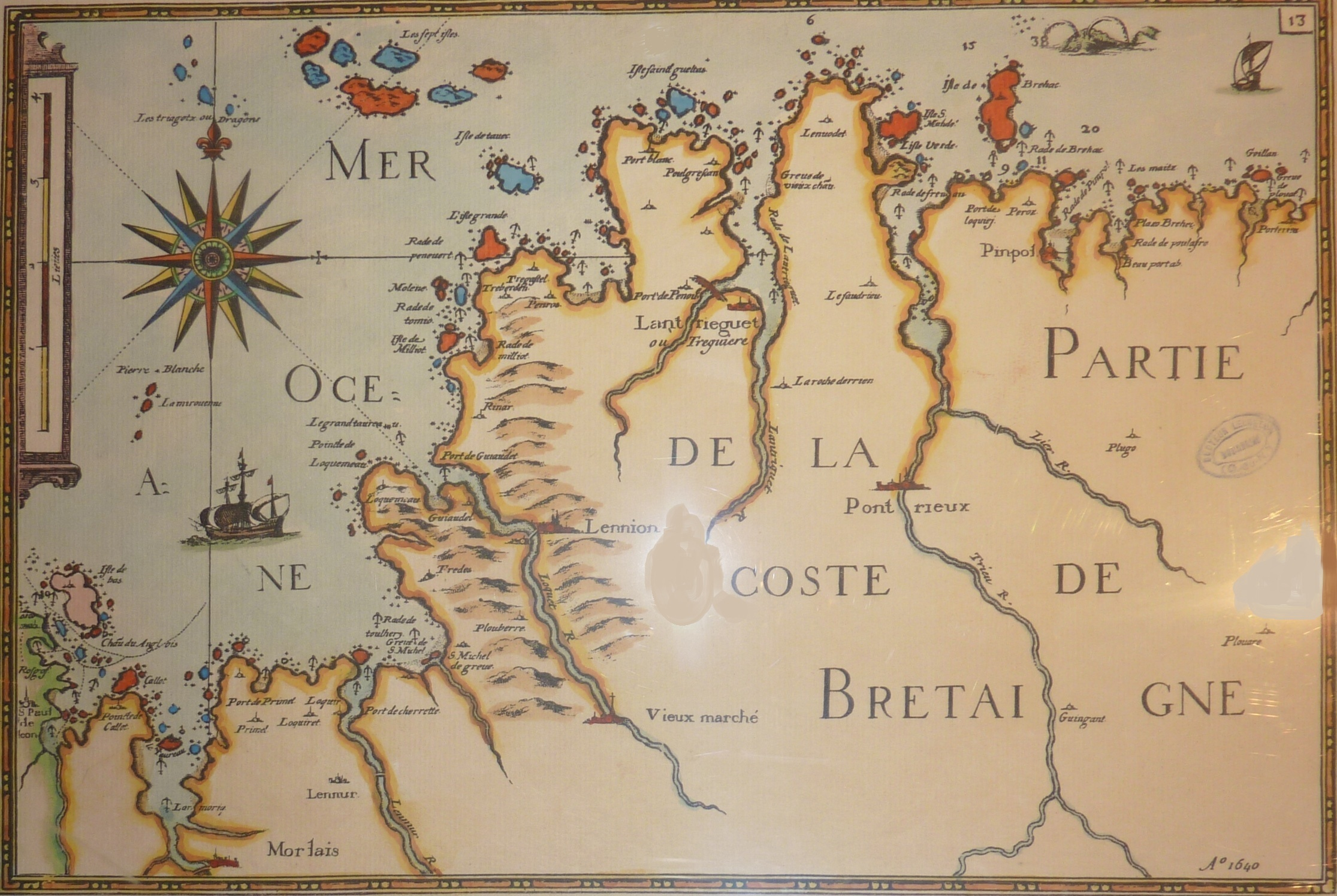
1640年拉尼永附近区域地图

拉尼永所处区域有建于高卢时期的巨石阵，而当地的建城史则始于中世纪中期：1163年6月4日，歷山三世在给圣雅屈修道院的手记中首次提及拉尼永。1178年，拉尼永出现了一处天主教堂，1188年又建成了一处祈祷院。1199年，拉尼永获得了市镇宪章。1230年，布列塔尼公爵皮埃尔一世在此修建了一处石质堡垒，以抵御海盗入侵。14世纪，当地出现了拉尼永家族，成为布列塔尼的一个具有政治影响力的贵族。英法百年战争期间，英格兰国王埃德蒙一世曾占领拉尼永。宗教战争期间，天主教联盟与西班牙联军曾占领并烧毁了拉尼永城。法国大革命后，拉尼永成为阿摩尔滨海省的一个市镇，并成为该省的一个地区行署，自1800年起成为副省会。工业革命期间，连接拉尼永的铁路线建成运行。拉尼永曾于1822年和1961年两次大范围扩张，先后合并了其周边十余个村庄或市镇。
为宣传地方历史，拉尼永市政府常组织当地居民进行文化参观活动。

## 地理

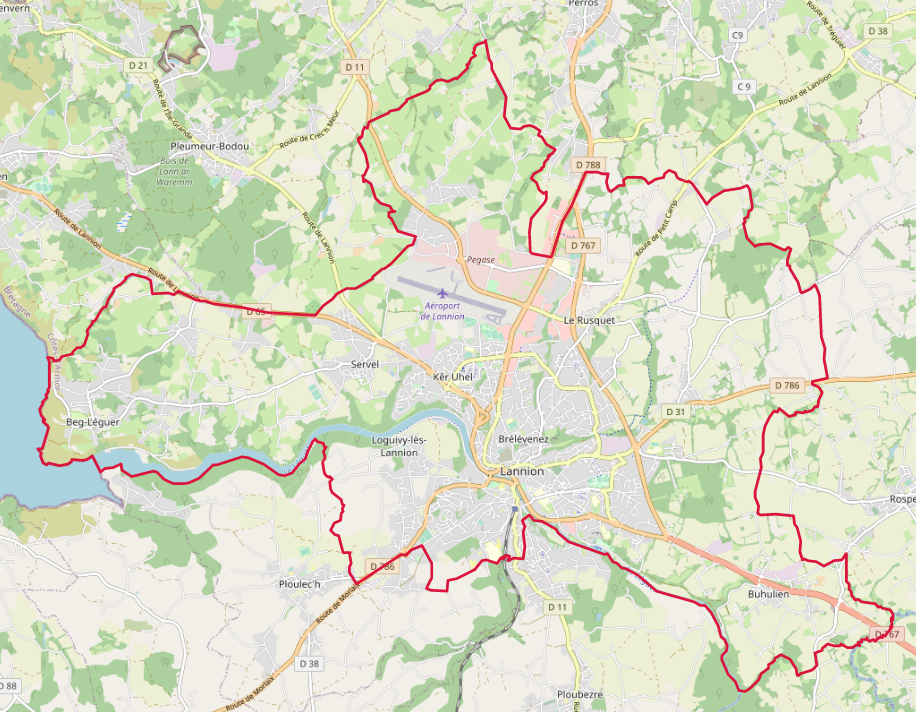
拉尼永市镇范围地图

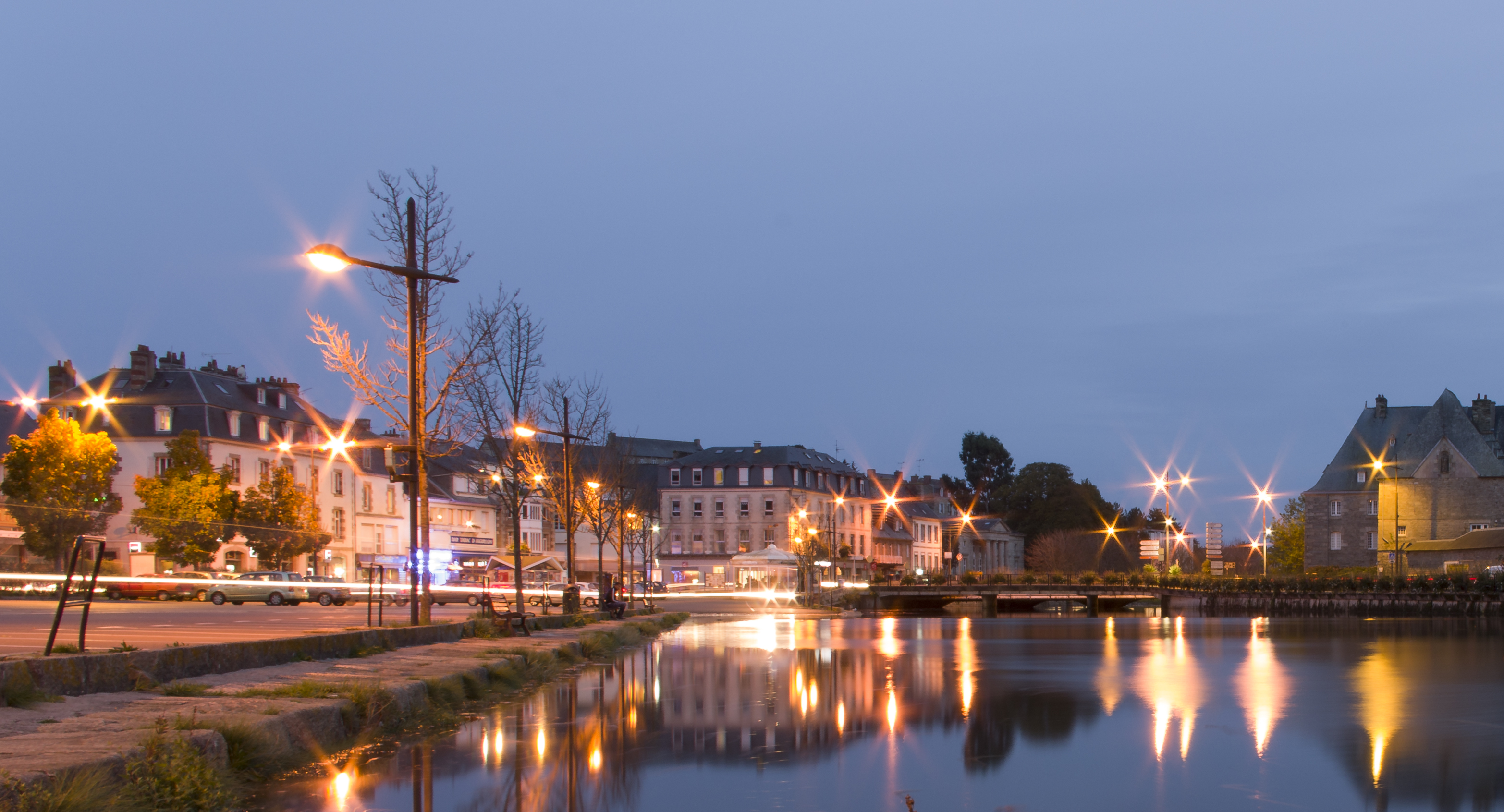
莱盖尔河

拉尼永位于法国西北部，布列塔尼大区北部和阿摩尔滨海省西北部，距离省会圣布里厄大约69公里。与拉尼永接壤的市镇包括：卡韦内克-朗韦泽阿克、卢阿内克、普勒默尔博杜、普卢贝尔、普卢莱克、罗斯佩兹、圣凯佩罗斯、通凯代克、特雷伯当。

### 地形
拉尼永位于布列塔尼半岛北部，境内以浅丘为主，市中心地势较为平坦，全境海拔在0到107米之间。

### 水文
莱盖尔河自东南向西北流经拉尼永市区，并在其市镇范围西部注入大西洋。其左岸支流卡尔卢祖昂溪（ruisseau de Kerlouzouen）在市区于莱盖尔河交汇。

### 植被
拉尼永属于温带常绿林区，市区内的主要绿地公园包括圣安娜公园（Parc Saint Anne）、勒斯坦科公园（Parc du Stanco）等，均常年免费向公众开放。

### 气候
拉尼永在柯本气候分类法中属于温带海洋性气候。
拉尼永境内设有气象站，以下为该气象站的数据（其中日照数据取自圣布里厄）：
| 拉尼永1981年－2019年 | 拉尼永1981年－2019年 | 拉尼永1981年－2019年 | 拉尼永1981年－2019年 | 拉尼永1981年－2019年 | 拉尼永1981年－2019年 | 拉尼永1981年－2019年 | 拉尼永1981年－2019年 | 拉尼永1981年－2019年 | 拉尼永1981年－2019年 | 拉尼永1981年－2019年 | 拉尼永1981年－2019年 | 拉尼永1981年－2019年 | 拉尼永1981年－2019年 |
| 月份                 | 1月                  | 2月                  | 3月                  | 4月                  | 5月                  | 6月                  | 7月                  | 8月                  | 9月                  | 10月                 | 11月                 | 12月                 | 全年                 |
| -------------------- | -------------------- | -------------------- | -------------------- | -------------------- | -------------------- | -------------------- | -------------------- | -------------------- | -------------------- | -------------------- | -------------------- | -------------------- | -------------------- |
| 历史最高温 °C（°F）  | 17.1 (62.8)          | 22.4 (72.3)          | 23.1 (73.6)          | 27.6 (81.7)          | 29.3 (84.7)          | 32.8 (91.0)          | 35.8 (96.4)          | 33.7 (92.7)          | 31 (88)              | 29.9 (85.8)          | 21 (70)              | 17.9 (64.2)          | 35.8 (96.4)          |
| 平均高温 °C（°F）    | 9.1 (48.4)           | 9.3 (48.7)           | 11.4 (52.5)          | 13.6 (56.5)          | 15.9 (60.6)          | 19 (66)              | 20.4 (68.7)          | 20.2 (68.4)          | 19.3 (66.7)          | 16.2 (61.2)          | 12.3 (54.1)          | 9 (48)               | 14.6 (58.3)          |
| 日均气温 °C（°F）    | 6.6 (43.9)           | 6.6 (43.9)           | 8 (46)               | 9.7 (49.5)           | 12.3 (54.1)          | 15.2 (59.4)          | 16.8 (62.2)          | 16.7 (62.1)          | 15.3 (59.5)          | 12.8 (55.0)          | 9.6 (49.3)           | 6.4 (43.5)           | 11.3 (52.3)          |
| 平均低温 °C（°F）    | 4.2 (39.6)           | 4 (39)               | 4.9 (40.8)           | 6 (43)               | 8.8 (47.8)           | 11.5 (52.7)          | 13.3 (55.9)          | 13.3 (55.9)          | 11.4 (52.5)          | 9.7 (49.5)           | 7 (45)               | 4 (39)               | 8.2 (46.8)           |
| 历史最低温 °C（°F）  | −6.2 (20.8)          | −7.1 (19.2)          | −3.6 (25.5)          | −2.2 (28.0)          | −0.6 (30.9)          | 3.9 (39.0)           | 6 (43)               | 5.8 (42.4)           | 3.3 (37.9)           | −1.2 (29.8)          | −4.8 (23.4)          | −4.5 (23.9)          | −7.1 (19.2)          |
| 平均降水量 mm（）    | 53.8 (2.12)          | 58.6 (2.31)          | 48.7 (1.92)          | 40.5 (1.59)          | 47.9 (1.89)          | 40.9 (1.61)          | 45.4 (1.79)          | 33.4 (1.31)          | 33.6 (1.32)          | 56.3 (2.22)          | 82.2 (3.24)          | 71.4 (2.81)          | 612.7 (24.12)        |
| 月均日照時數         | 64.8                 | 76.8                 | 118.1                | 152.4                | 179.5                | 198.7                | 186.3                | 178.1                | 160.9                | 107                  | 77.8                 | 64.5                 | 1,564.9              |
| 来源：infoclimat.fr  |                      |                      |                      |                      |                      |                      |                      |                      |                      |                      |                      |                      |                      |

## 行政区划
拉尼永是法国布列塔尼大区阿摩尔滨海省的一个市镇，编号为22113，它也是阿摩尔滨海省的一个副省会。拉尼永下辖拉尼永区，隶属于阿摩尔滨海省第五选区，管理拉尼永县，同时也是拉尼永城市圈公共社区的办公驻地。
拉尼永市镇被划为6个街区，并实行街区自治制度。
法国国家统计与经济研究所（简称）在进行数据统计时，将拉尼永及相邻的另外11个市镇设为拉尼永城市核心区，并将包括核心区在内的周边共26个市镇划为拉尼永城市区。自2020年起，拉尼永城市区被包含40个市镇的拉尼永城市辐射区代替。同时，还将拉尼永市镇分为了8个“块区”（IRIS），以便于统计人口分布情况。

## 交通

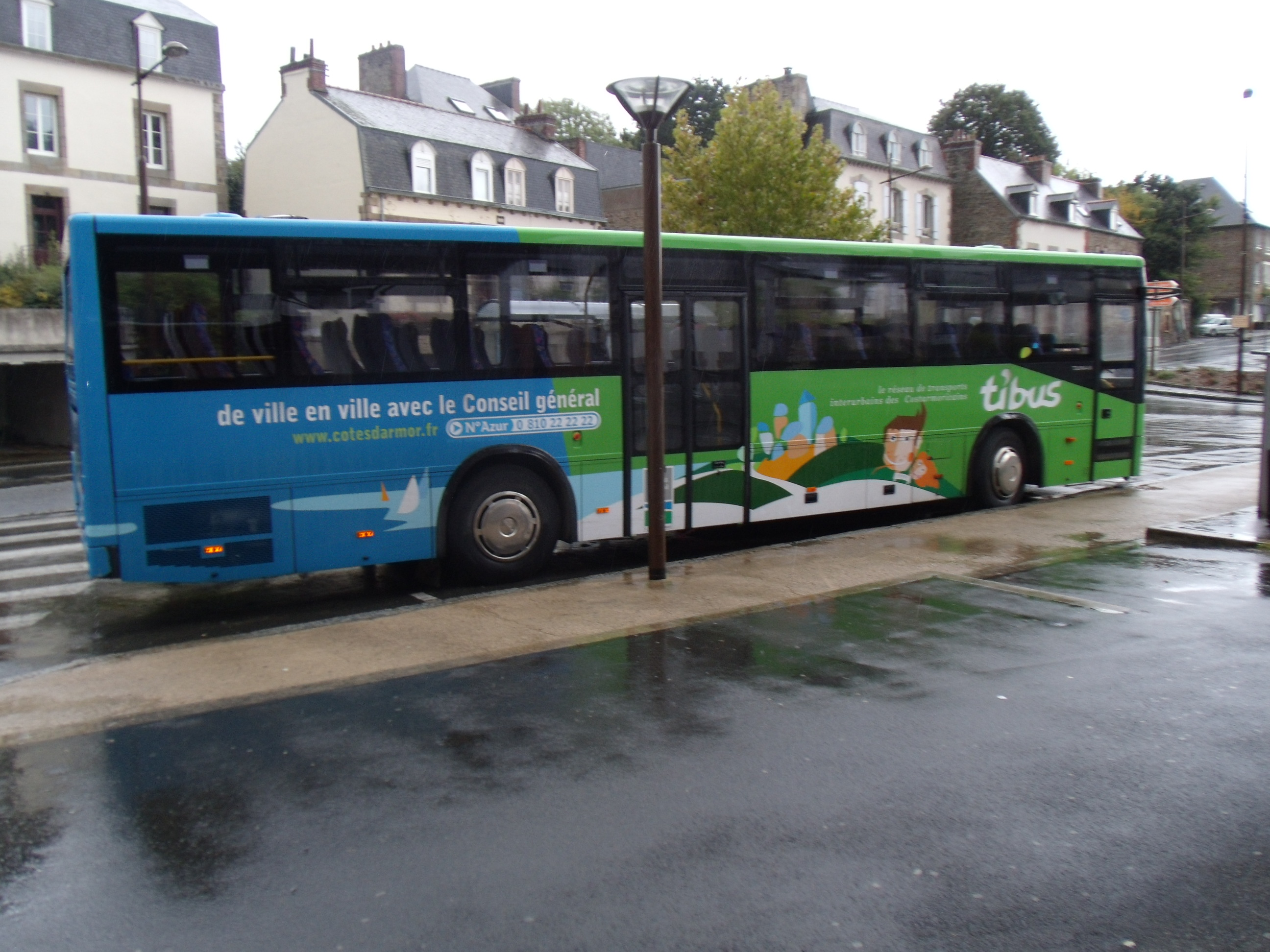
拉尼永街头的一辆阿摩尔滨海省城际巴士

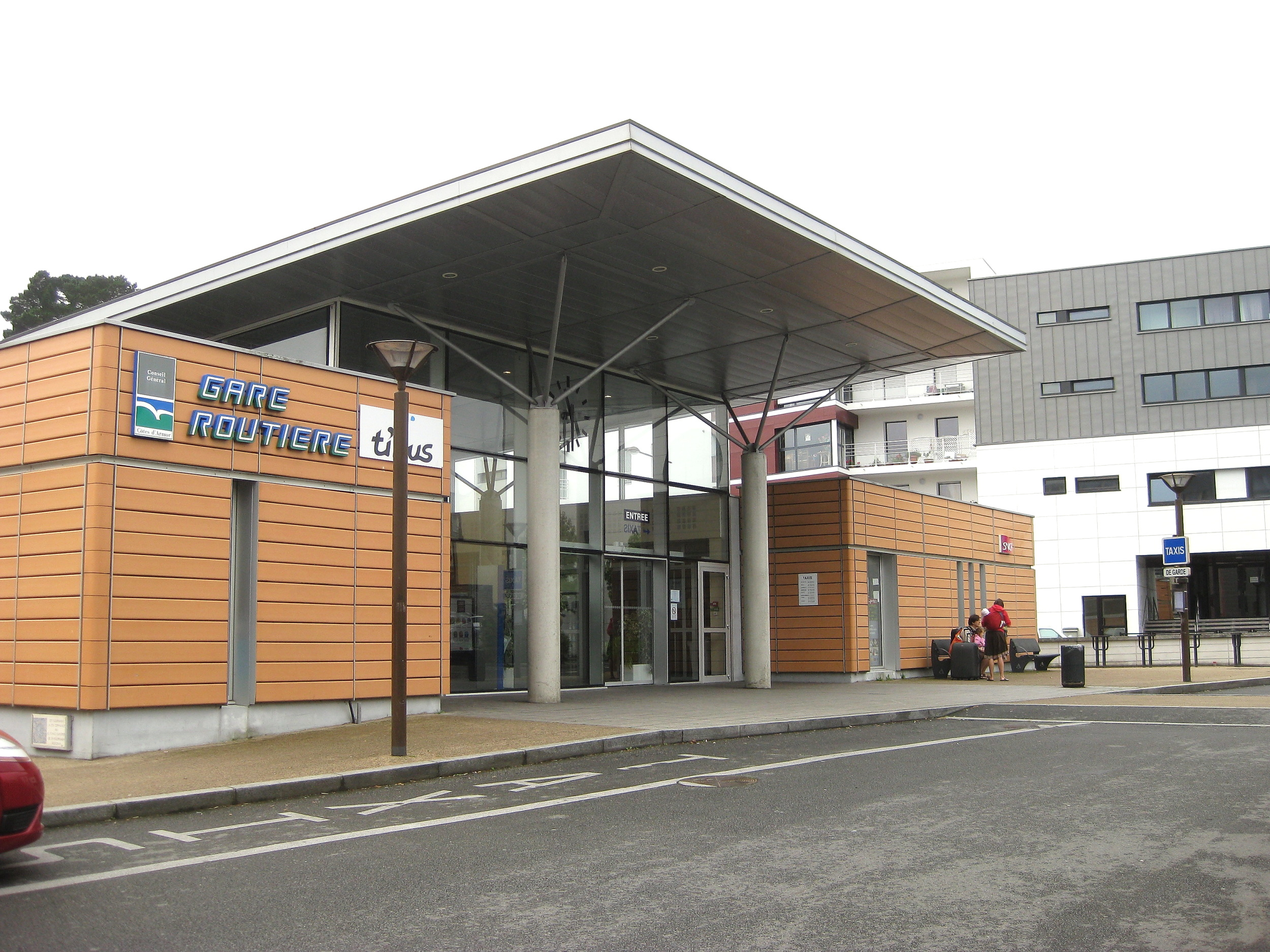
拉尼永火车站

### 公路
多条阿摩尔滨海省省道在拉尼永境内交汇，布列塔尼大区下属的城际客运提供巴士线路，可前往潘波勒和佩罗斯-吉雷克。
2017年，72.5%的拉尼永家庭拥有至少一辆的私人汽车。2018年，拉尼永境内共发生各类交通事故27起，造成1人遇难，33人受伤。

### 铁路
拉尼永位于普卢阿雷特－拉尼永铁路的终点。拉尼永站位于市区南部，该站每周末及节假日开行直通巴黎的高速列车，并全年停靠前往圣布里厄的区域列车。

### 航空
拉尼永机场位于拉尼永市区北部，是法国一个区域性的民用航空站，该机场开行直达巴黎-奥利机场的固定航班。

### 城市公共交通
拉尼永-特雷戈尔地区公共交通（商业名称为）是当地的城市公共交通系统。截至2021年2月，该系统共包括8条公交线路，路网覆盖了拉尼永市区内的主要街道和居民区。

## 政治

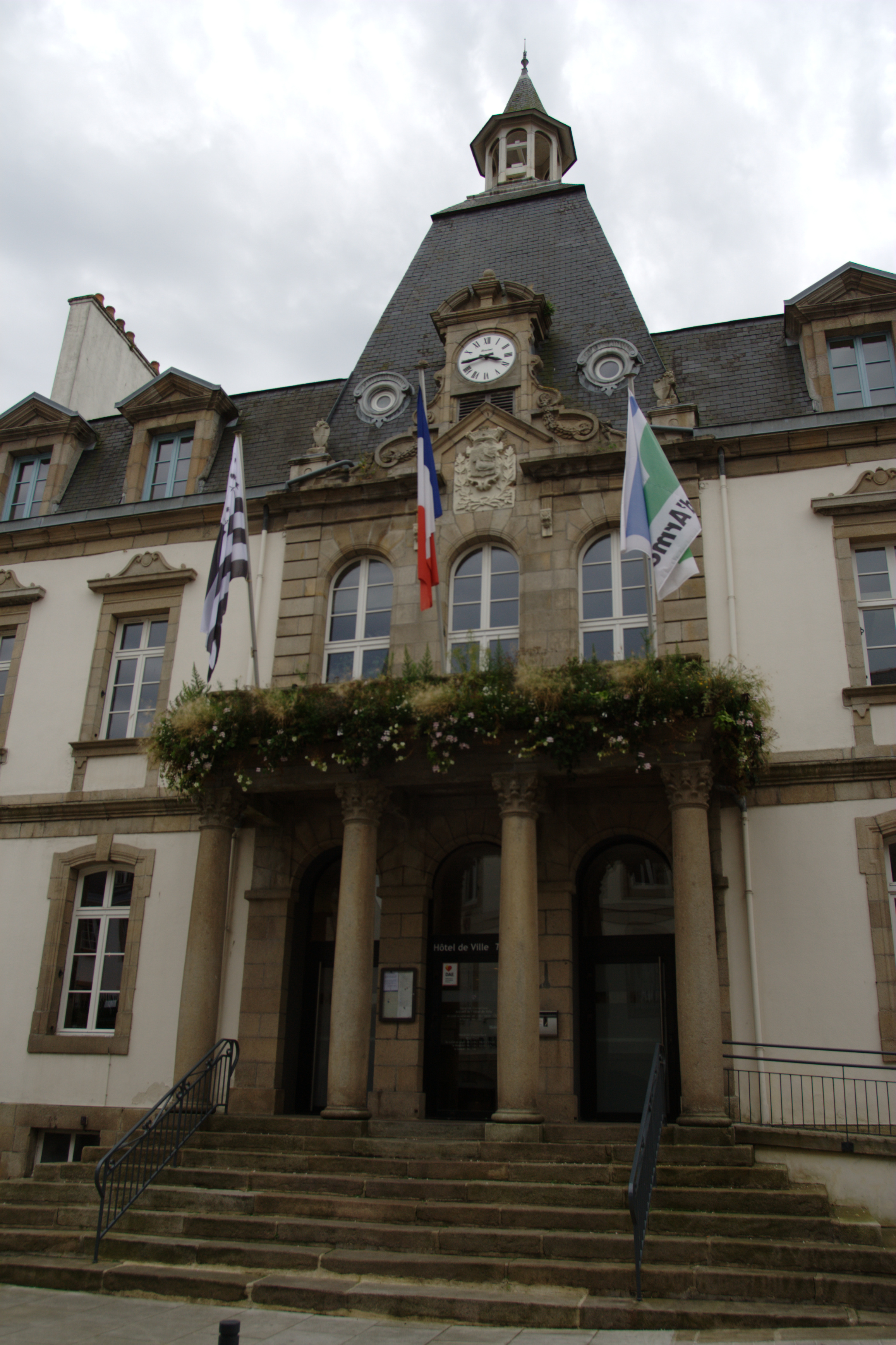
拉尼永市政厅

拉尼永的现任市长为保罗·勒比昂先生（Paul Le Bihan），他是社会党的一名成员，在2020年的市政选举中获得了52.28%的支持率。
在2017年的法国总统大选中，法国第25任总统埃马纽埃尔·马克龙在拉尼永获得了81.98%的支持率。
| 拉尼永历届市长 |                   |                 |
| 任期           | 市长              | 党派            |
| 1944年－1947年 | 约瑟夫·莫朗       | 不详            |
| 1947年－1950年 | 伊西多尔·勒布尔东 | 不详            |
| 1950年－1960年 | 加布里埃尔·诺格   | 不详            |
| 1960年－1961年 | 亨利·马泰尔       | 不详            |
| 1961年－1971年 | 亨利·布朗丹       | PS社会党        |
| 1971年－1977年 | 皮埃尔·马尔赞     | GD左翼民主党    |
| 1977年－1983年 | 皮埃尔·雅戈雷     | PS社会党        |
| 1983年－1989年 | 伊夫·内代莱克     | RPR保衛共和聯盟 |
| 1989年－2008年 | 阿兰·古里尤       | PS社会党        |
| 2008年－2014年 | 克里斯蒂安·马尔凯 | PS社会党        |
| 2014年－       | 保罗·勒比昂       | PS社会党        |

## 人口
2017年，拉尼永市镇人口数量为19,880，在法国排名第473位。其中男性9,960人，女性9,920人，75岁及以上人口占9.1%，外籍人口数量为5,413人，人口密度为453人/平方公里，当地居民被称为（男性）或（女性）。2018年，拉尼永境内出生144人，死亡人口219人。
| 年份   | 1936  | 1946  | 1954  | 1962  | 1968   | 1975   | 1982   | 1990   | 1999   | 2006   | 2011   | 2016   | 2018   |
| ------ | ----- | ----- | ----- | ----- | ------ | ------ | ------ | ------ | ------ | ------ | ------ | ------ | ------ |
| 人口數 | 6,584 | 7,220 | 6,734 | 9,479 | 12,535 | 16,867 | 16,641 | 16,958 | 18,368 | 19,459 | 19,920 | 19,831 | 20,040 |

## 经济
拉尼永是一个区域性的中心城市，当地共有各类用人单位2,946家，平均历史为16年，其中97.93%为中小型企业（PME）。（通讯设备）、（电子元件制造）及（汽车销售）是当地2019年营业额最高的三个企业，分别为24,770,000欧元、23,114,629欧元和19,204,980欧元。

## 财政收入
2019年，拉尼永的财政收入总额为24,682,200欧元，财政支出总额为22,682,400欧元，当年的债务总额为15,082,100欧元。
2015年，拉尼永的人均月收入总额为2,544欧元，其中高级职员为3,921欧元，中级职员为2,370欧元，普通职员为1,801欧元。
2017年，拉尼永境内的青壮年（15至64岁）失业率为17.4%，当地50.9%的家庭拥有纳税资格。

## 社会事务

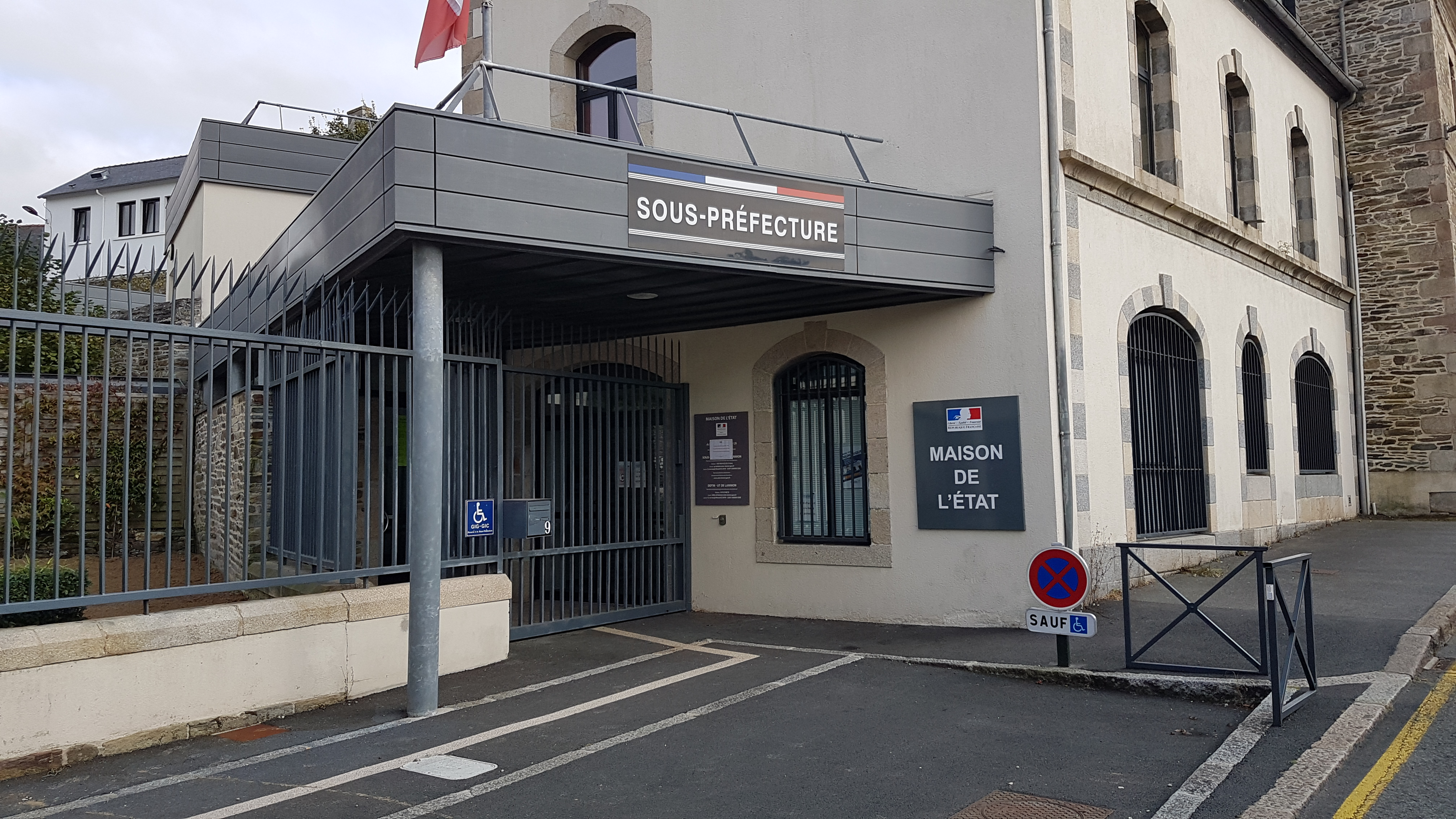
副省政府

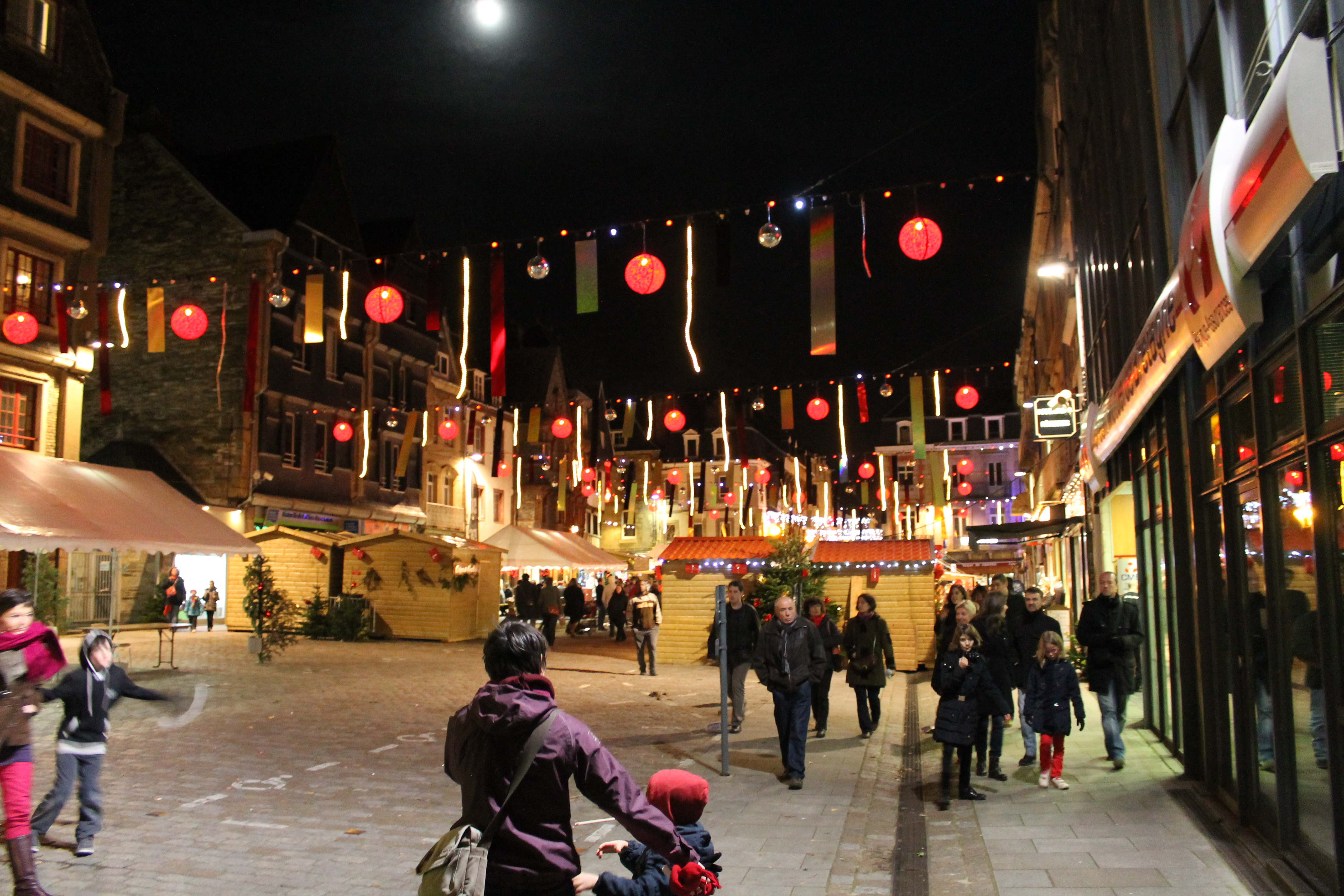
拉尼永市中心广场夜景

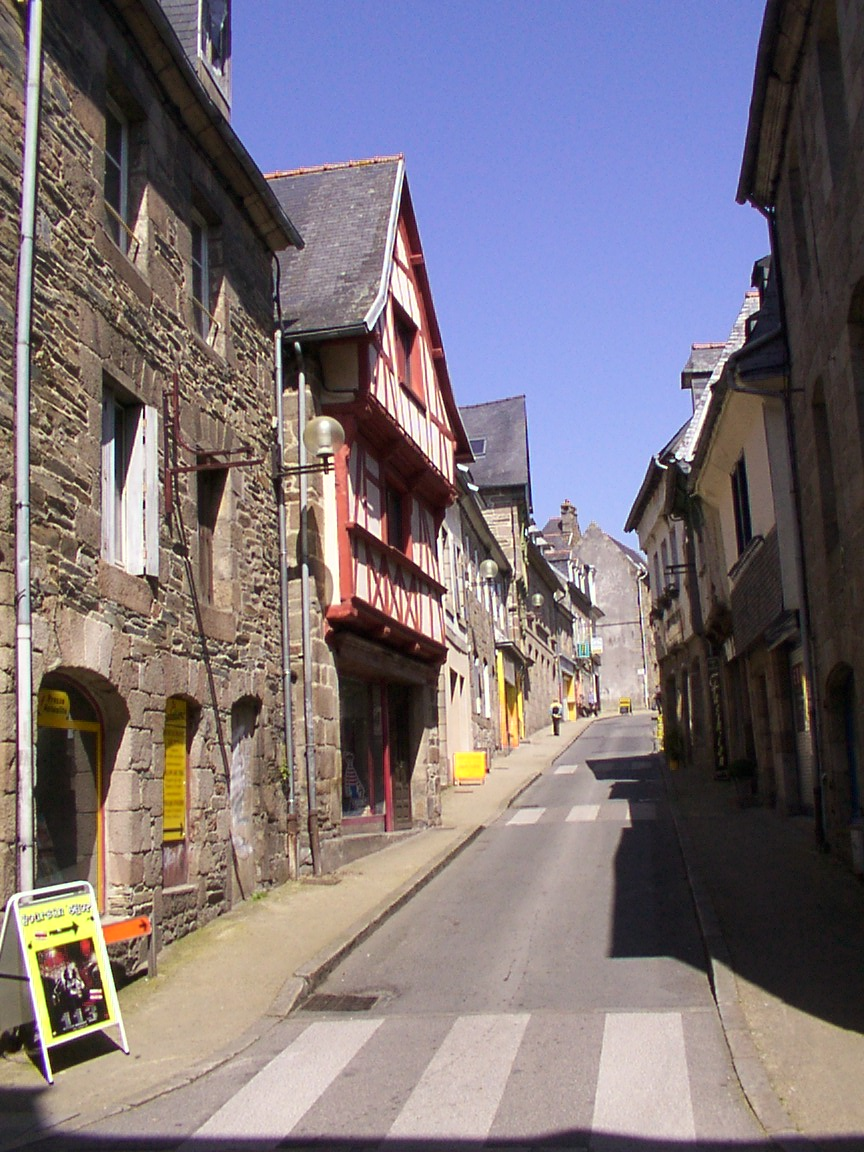
拉尼永市中心的罗歇·巴尔布街

### 教育
拉尼永属于雷恩学区。截止2019年1月1日，拉尼永境内共有1所幼儿园、11所小学、3所初级中学、2所普通高中和2所职业高中，其中部分学校开设布列塔尼语课程。2018至2019学年度，拉尼永境内共有在校中等教育阶段学生3,950名。
在高等教育方面，法国工程师学校国立高等拉尼永科学应用技术学校位于拉尼永境内，此外雷恩第一大学在此建有一处大学技术学院。

### 医疗
截止2019年1月1日，拉尼永境内共有全科医生22名、保健师24名、牙医15名、护士35名、耳科医生4名、眼科医生3名、皮肤科医生2名、助产士2名和妇科医生3名。境内共有药房6家、养老院3家、残疾人帮扶中心2家。
拉尼永中心医院（Centre Hospitalier de Lannion）是法国的一个区域性医疗机构，其主病区皮埃尔·勒达马尼中心医院（Centre hospitalier Pierre Le Damany）位于拉尼永市区，设有床位272个，是当地规模最大的公立综合性医院。

### 住房
2017年，拉尼永境内共有各类住房11,472套，其中61.3%为独立式居民区，38.3%为集中式居民区。常住房屋占拉尼永市镇范围内居民建筑总量的86.9%。

### 商业
2019年，拉尼永境内共有各类实体商铺576家，其中餐厅82家、大型超市12家、杂货店5家、面包房20家、肉铺8家、书店9家、装饰品店3家、银行门店16家、美容美发店37家、汽车维修店31家。市区东部建有大型开放式商业街区。

### 体育
2019年，拉尼永境内共有1家游泳池、7间体育馆、2座综合体育场、6处网球场、1处马术场、6处足球或橄榄球场以及1处篮球或排球场。
截至2021年2月，拉尼永境内共有两家注册足球俱乐部：
- 拉尼永足球俱乐部（Lannion F.C.），2020至2021赛季参加布列塔尼大区足球联赛（法语：Ligue de Bretagne de football）[43]
- 塞尔韦勒-拉尼永体育联盟（A.S. Servel-Lannion），2020至2021赛季参加阿摩尔滨海省足球联赛[44]

### 环境
拉尼永的环境事务由其所属的公共社区负责。2019年，拉尼永境内共有1家污染企业。

### 治安
2019年，拉尼永市镇范围内共有1处派出所和1处宪兵队。
2014年，拉尼永及附近地区共发生各类案件1,048起，其中盗窃类案件685起，经济类案件87起，毒品交易类案件41起。

## 文化
2019年，拉尼永境内共有1家剧场、1家电影院和1家音乐厅。拉尼永市政府提供多媒体中心，向公众全年开放。

### 建筑
拉尼永境内有多处法国国家文物保护单位，其中拉特里尼泰德布雷莱韦内教堂、凯尔韦冈庄园等为当地的代表性建筑物。

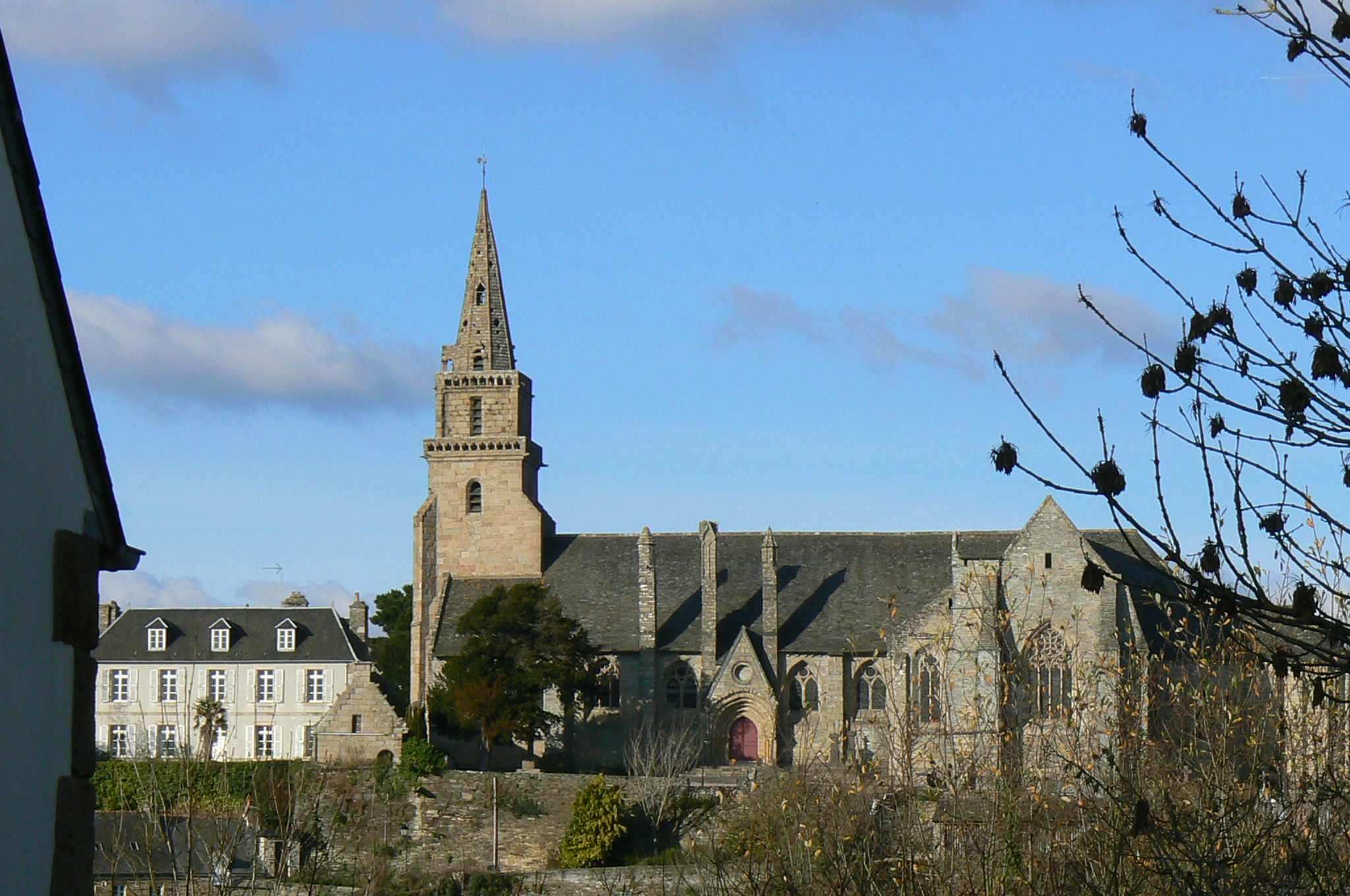
拉特里尼泰德布雷莱韦内教堂（法语：Église de la Trinité de Brélévenez）
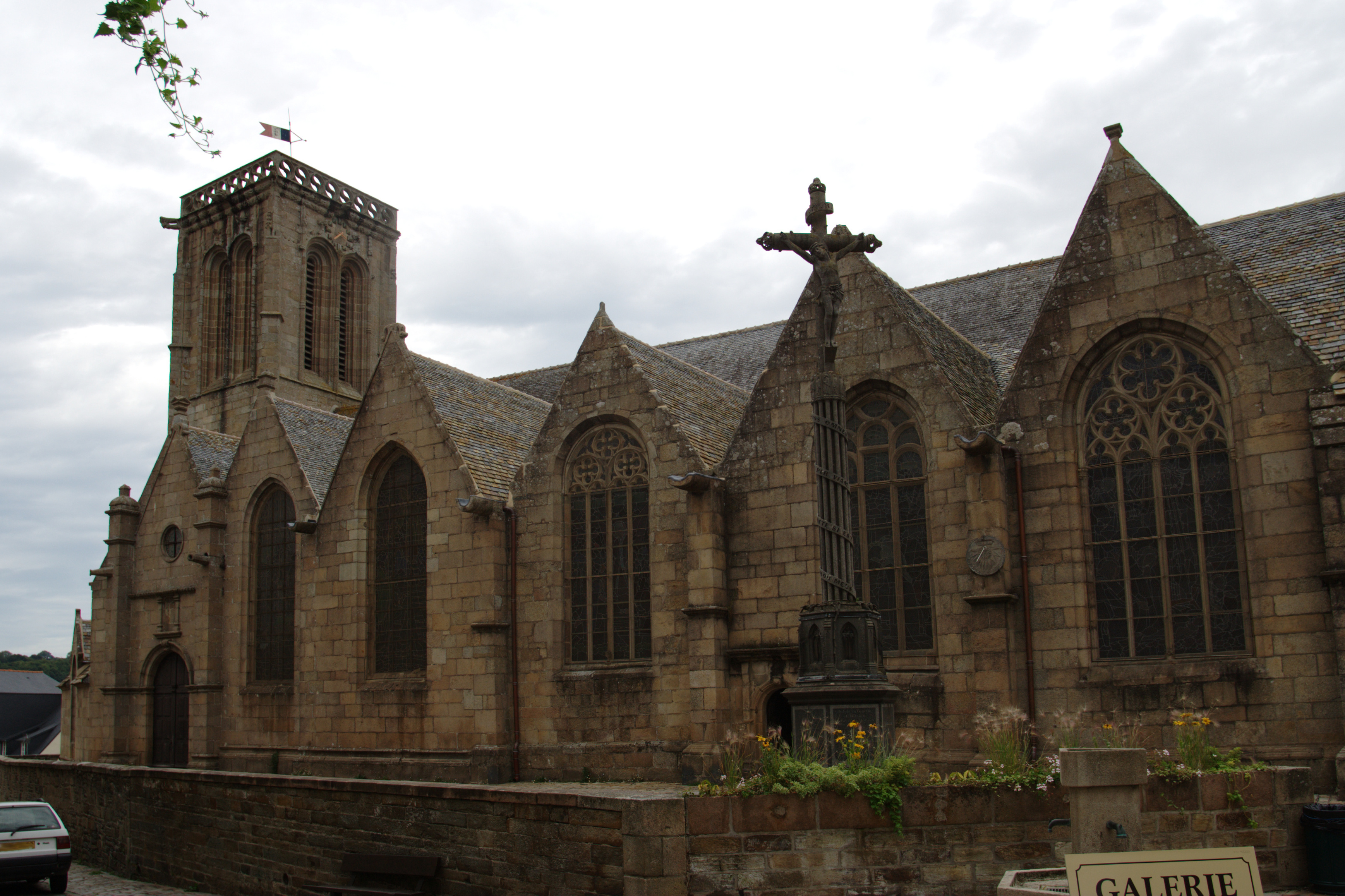
圣让迪巴利教堂（法语：Église Saint-Jean-du-Baly de Lannion）
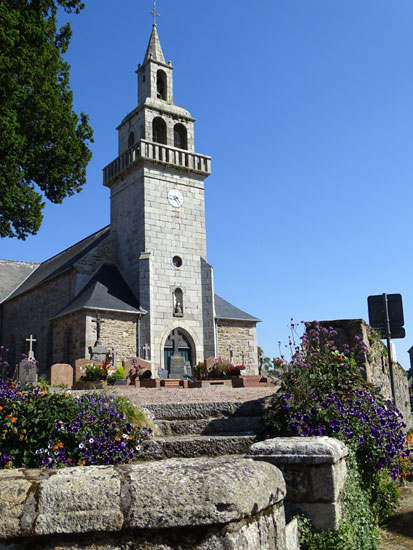
圣玛格丽特教堂
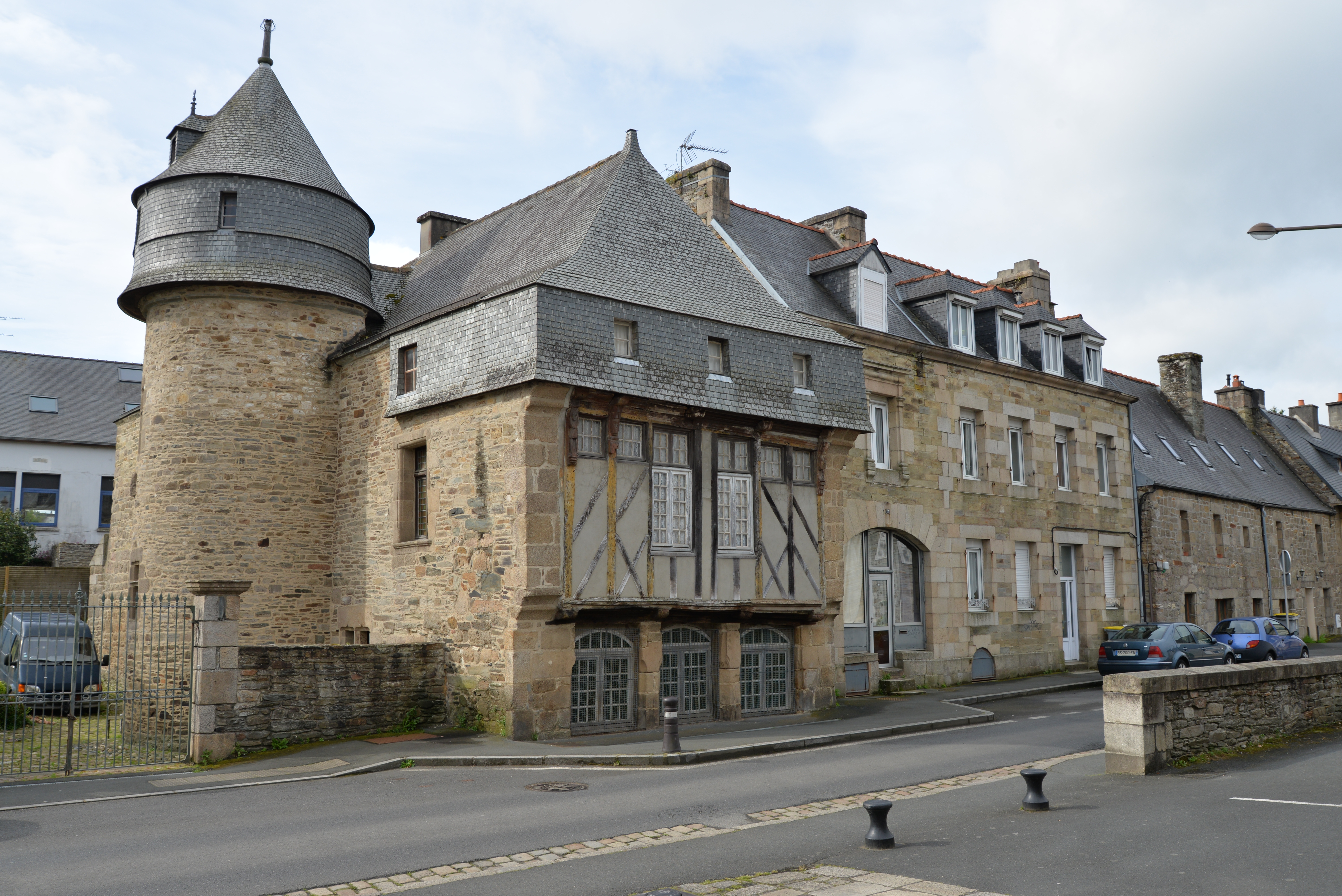
朗戈纳瓦勒庄园
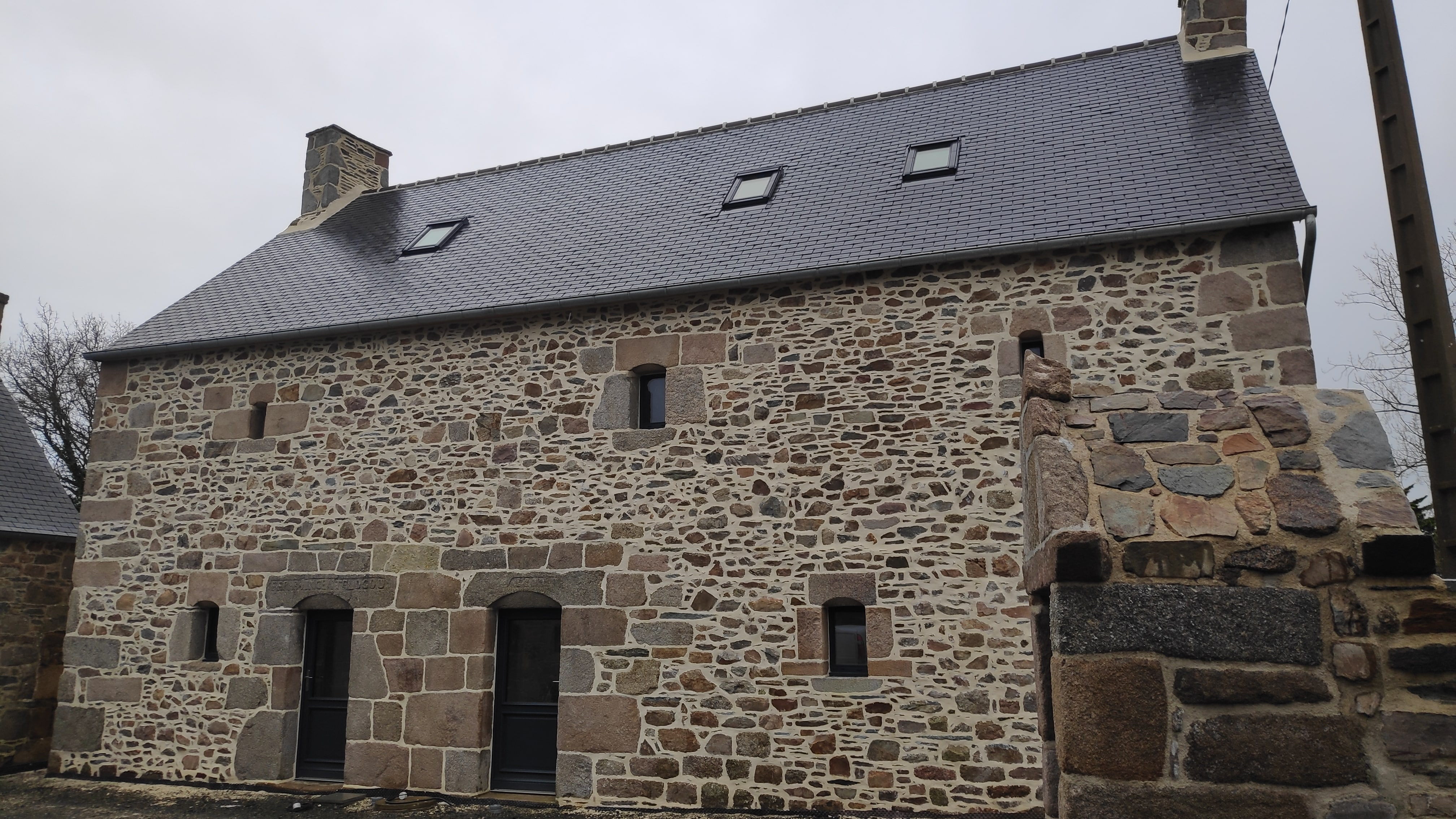
凯尔韦冈庄园（法语：Manoir de Kervégan）
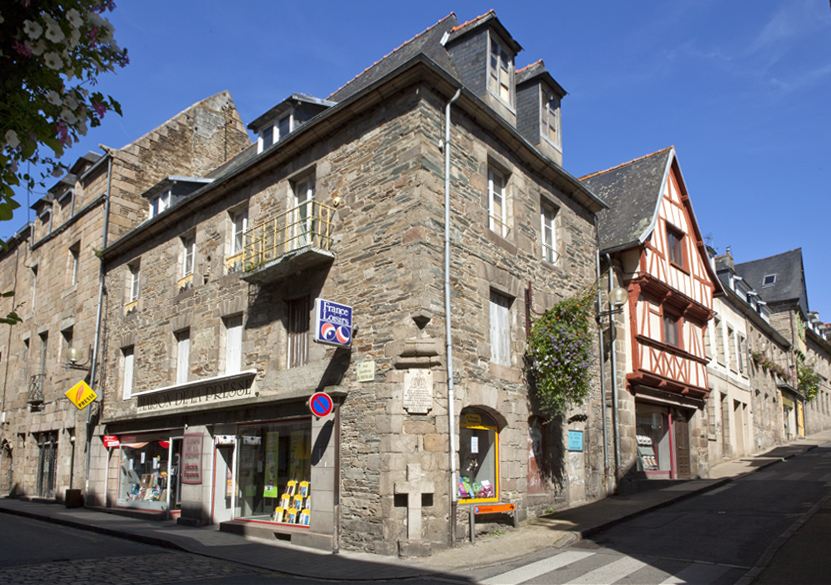
传统居民建筑

### 旅游
拉尼永的旅游事务由其所属的公共社区负责。2020年，拉尼永境内共有4家宾馆共计178间房间；另有2个露营地，可容纳共378辆露营车。

### 媒体
法国主要的媒体均可在拉尼永接收，法国电视三台下属的布列塔尼大区频道在部分时段播出拉尼永所属区域的地方新闻。

## 相关人物
法国作家夏尔·勒戈菲克、布列塔尼语言学家法恩克·布鲁迪克、自行车运动员克里斯托夫·勒梅韦尔和约翰·勒邦以及足球运动员皮埃尔-伊夫·安德烈和德尼-维尔·波阿出生于拉尼永。
法国作家維利耶·德·利爾-阿達姆曾在拉尼永度过其童年。

## 友好城市
截至2021年2月，拉尼永共与三座城市互为友好城市关系：
- 德国 金茨堡
- 西班牙 比韦罗
- 英格兰 卡菲利